# 林正人 (競馬)
林 正人（はやし まさと、1961年3月22日 - ）は、船橋競馬場所属の調教師。父・正夫も元調教師で、父の弟子には川島正行（元騎手、元調教師）がいる。現在、千葉県調教師会会長。所属騎手に山口達弥。
初出走は1996年5月28日船橋競馬第11競走（ダイヤモンドオー、8着）、初勝利は同年9月19日船橋競馬第3競走（マキバスパイラル）。
2014年2月14日、船橋競馬第10競走・如月特別をポイントプラスで勝利し、地方競馬通算500勝を達成。
ホッカイドウ競馬所属の山口竜一が期間限定騎乗騎手として所属したことがある。

## 主な管理馬
- アランバローズ（全日本2歳優駿、ハイセイコー記念、ゴールドジュニア、東京ダービー）
- インサイドザパーク（東京ダービー、鎌倉記念、平和賞）
- エメリミット（東京ダービー）
- メイプルスプリング（クイーン賞）
- レイチェルウーズ（東京2歳優駿牝馬、ユングフラウ賞）
- ノースダンデー（オーバルスプリント、ゴールドカップ、川崎マイラーズ、平和賞）
- オウマタイム（京浜盃、鎌倉記念）
- ノーステイオー（鎌倉記念）
- フラットライナーズ（習志野きらっとスプリント、船橋記念）
- アイアンダッシュ（高崎・フリーダムカップ）
- スプリングシオン

出典：